# Krótkonos złocisty
Krótkonos złocisty, jamraj złoty (Isoodon auratus) – gatunek ssaka z podrodziny jamrajów (Peramelinae) w obrębie rodziny jamrajowatych (Peramelidae).

## Taksonomia
Gatunek po raz pierwszy zgodnie z zasadami nazewnictwa binominalnego opisał w 1887 roku australijski ornitolog Edward Pierson Ramsay nadając mu nazwę Perameles auratus. Miejsce typowe to według oryginalnego opisu to „Derby, w północno-zachodniej Australii”, tj. Derby, w Australii Zachodniej, w Australii. Okaz typowy (syntyp) to skóra i czaszka dorosłego samca o sygnaturze MMUS M468 z kolekcji Macleay Museum, przy University of Sydney. 
Badania genetyczne wskazują na ścisłe powiązanie I. auratus z I. obelsus i w rzeczywistości oba taksony mogą stanowić jeden gatunek. Obie formy wydają się pozostawać w specjacji allopatrycznej na długo przed przybyciem Europejczyków, nawet od plejstocenu. Ostatnie analizy molekularne rozróżniają dwie formy, które odpowiadają podgatunkom auratus i barrowensis. Kolejna forma, arnhemensis, została wyróżniona na podstawie jej większych rozmiarów i niewielkich różnic w kształcie czaszki; nie została jednak poddana żadnej analizie genetycznej ani molekularnej i nie jest akceptowany przez wszystkich autorów.
Autorzy Illustrated Checklist of the Mammals of the World rozpoznają trzy podgatunków. Podstawowe dane taksonomiczne podgatunków (oprócz nominatywnego) przedstawia poniższa tabelka:
| Podgatunek        | Oryginalna nazwa      | Autor i rok opisu | Miejsce typowe                                                     | Holotyp                                                                                |
| ----------------- | --------------------- | ----------------- | ------------------------------------------------------------------ | -------------------------------------------------------------------------------------- |
| I. a. arnhemensis | Isoodon arnhemensis   | Lyne & Mort, 1981 | Obszar Melville Bay i Cape Arnhem, Terytorium Północne, Australia. | Skóra i czaszka osobnika o nieznanej płci (sygnatura AM M.6609, Muzeum Australijskie). |
| I. a. barrowensis | Perameles barrowensis | O. Thomas, 1901   | Wyspa Barrowa, północno-zachodnia Australia Zachodnia, Australia.  | Samiec (sygnatura BMNH 1.5.2.6, Muzeum Historii Naturalnej w Londynie.                 |

### Etymologia
- Isoodon: gr. ισος isos ‘równy, podobny’; οδους odous, οδοντος odontos ‘ząb’[14].
- auratus: łac. auratus ‘pozłacany, zdobiony złotem’, od aurum ‘złoto’[15].
- arnhemensis: Przylądek Arnhema, Australia[3].
- barrowensis: Wyspa Barrowa, Australia[2].

## Zasięg występowania
Krótkonos złocisty występuje w zależności od podgatunku:
- I. auratus auratus – północno-zachodnie Kimberley i kilka małych wysp u wybrzeży Kimberley.
- I. auratus arnhemensis – Przylądek Arnhema, północno-wschodnie Terytorium Północne.
- I. auratus barrowensis – Wyspa Barrowa i Middle Island, Australia Zachodnia.

Występuje również (niepewny podgatunek) na wyspie Marchinbar, należącej do Wessel Islands, Terytorium Północne, a ostatnio wprowadzony na dwie dalsze wyspy należące do Wessel Islands. Podgatunek z Wyspy Barrowa, barrowmsis, został wprowadzony na pobliskie wyspy: Hermite i Doole (Exmouth Gulf) oraz w Lorna Glen (kontynentalna środkowa Australia Zachodnia).
Przed 1930 był szeroko rozpowszechniony w centralnej Australii. Około 1983 niemal doszczętnie wyginął w całym dotychczasowym zasięgu występowania z wyjątkiem rezerwatów w północno-zachodnim Kimberley.

## Wygląd
Długość ciała 19–19,5 cm, ogona 8,4-12,1 cm; masa ciała podgatunku ausratus 300-670 g, podgatunku barrowensis 250–600 g (samce są o 40%–50% cięższe od samic). Sierść ciemnobrązowa, na brzuchu biała, krótka. Drugi i trzeci palec tylnej łapy zrośnięte, służą do czyszczenia futra.

## Tryb życia
Prowadzi naziemny, nocny i samotniczy tryb życia. Drąży tunele i kopie nory. Jest wszystkożerny, zjada owady, jaszczurki, myszy, ślimaki i bulwy.

## Status zagrożenia
W Czerwonej księdze gatunków zagrożonych Międzynarodowej Unii Ochrony Przyrody i Jej Zasobów został zaliczony do kategorii VU (ang. vulnerable „narażony”).